# Benignus
Benignus er skytshelgen for den østfranske by Dijon. Han er begravet i Dijon og over hans grav er klostret Saint-Bénigne og domkirken rejst.
13. februar er dagens navn Benignus.
| Religion | Spire Denne religionsartikel er en spire som bør udbygges. Du er velkommen til at hjælpe Wikipedia ved at udvide den. |